# Francis Napier
Francis Napier, 10.º Lord Napier KT, PC (15 de septiembre de 1819-19 de diciembre de 1898) fue un diplomático y administrador colonial escocés.
Napier era hijo de William John Napier, 9.º Lord Napier.
Fue Enviado Extraordinario y Ministro Plenipotenciario en los Estados Unidos entre 1857 y 1859, y en los Países Bajos entre 1859 y 1861, así como embajador en Rusia, entre 1861 y 1864 y en Prusia entre 1864 y 1866.
Al año siguiente, fue nombrado Gobernador de Madrás, cargo que ocupó hasta 1872, año en el que ocupó por un breve período el Virreinato de la India. En honor a sus servicios, se creó un museo con su nombre en la ciudad de Kerala.
Napier entró a formar parte de Consejo Privado del Reino Unido en 1861 y fue nombrado caballero de la Orden del Cardo en 1864.
En julio de 1872 le fue otorgado el título de Baron Ettrick, lo que le otorgó automáticamente un asiento en la Cámara de los Lores.
Lord Napier murió en diciembre de 1898, a los 79 años.
- Datos: Q5482017
- Multimedia: Francis Napier, 10th Lord Napier / Q5482017